# Четирска река
Четирската река или Горе река (на гръцки: Ανω Ρέμα, в превод Горна река, или Κόρε ρέκα, или Βροχοπόταμος, на албански: Lum i Shagut, в превод Шакска река) е река в Костурско, Гърция и Албания, десен приток на Рулската река (на гръцки Ладопотамос, смятана от българите за начало на Бистрица). Реката е северна граница на планината Алевица от навлизането си на албанска територия до вливането си в Рулската река.

## Описание
Изворната зона на Четирската река е в планината Гълъмбица (Алевица) под връх Малка Алевица на 1460 m надморска височина, южно от село Ревани (Дипотамия).
Реката напуска хълмистата котловина при село Ревани на север и навлиза в горист дълбок пролом на територията на Албания. При село Брачани завива на изток и правейки голям меандър около хребета Кръстава - най-северното разклонение на Алевица, тръгва обратно на югоизток и отново навлиза в Гърция. Четирската река напуска пролома при село Долно Папратско и навлиза в Четирското поле при село Ошени (Инои).
Влива се в Рулската река при село Четирок и има обща дължина 43,7 km.
Георги Христов пише за Четирската река:
| „ | Притокът й [на Бистрица] р. Четирска води началото си от ъгъла между разклоненията на Гълъмбица планина, върви на с[евер] по дълбок неподлежащ на описание пролом, извива над с. Невеселени полукръгло и като приема водите на големия извор под с. Лабаница зима ю[го]и[източна] посока при с. Г[орно] Папратско, образува втория си по-малък завой, навлиза в красивото Ошанско дефиле и запазвайки източното си направление среща се с р. Бистрица, на чийто грижи предава водите си. Четирската р[ека], която тече по очарователни проломи, долове и долини влиза в Хрупищко изцяло само със земите около коритото й и десните й притоци. | “ |

## Имена
В горното си течение Четирската река носи името Потами (Ποταμοί) – в превод Реката. В участъка около хребета Кръстава носи името Шак или Шаг по едноименното село Шак, сега Комнинадес и Новоселска река по името на бившето село Новоселяни (Корфула). След излизането си от пролома при село Долно Папратско реката носи името Горе река. Същото е променено с официален указ на 5 май 1969 година от Κόρε ρέκα на Ανω Ρέμα (Горна река).

## Притоци
→ ляв приток, ← десен приток
- → Косинецка река
- → Сюпотока
- → Лесница
- ← Ситка (Схинорема)
- → Бела падина